# Tipo 99
El Tipo 99, también es conocido como ZTZ-99 y WZ-123, desarrollo del Tipo 98G (un desarrollo del Tipo 98), es un carro de combate de tercera generación usado por el Ejército Popular de Liberación de China. Hecho para competir con los modernos carros de combate occidentales. Aunque no se espera que sea adquirido en grandes cantidades debido a su alto costo comparado con el más económico Tipo 96. Es actualmente el carro de combate más avanzado de China.

## Desarrollo
El vehículo fue revelado en octubre de 1999 durante el desfile nacional y entró en servicio en pequeñas cantidades para pruebas operacionales y evaluación antes de finalizar el diseño.
La versión producida, conocida al principio como el Tipo 98 y más tarde como el Tipo 98G, y luego finalmente mejorando en sus prestaciones y funcionamiento fue llamado Tipo 99, se mostró  por primera vez a occidente en 2001. La designación oficial para su fabricación parece ser ZTZ-99. El precio por unidad es de más de 16.000.000 de yuanes (2 millones de dólares).
En parte debido a su alto coste, este tanque no será desplegado en grandes cantidades, como lo fueron modelos anteriores, por ejemplo el Tipo 59. Debido a su escaso número, está en servicio solo en algunas unidades de élite del Ejército Popular de Liberación.

## Tipo 98

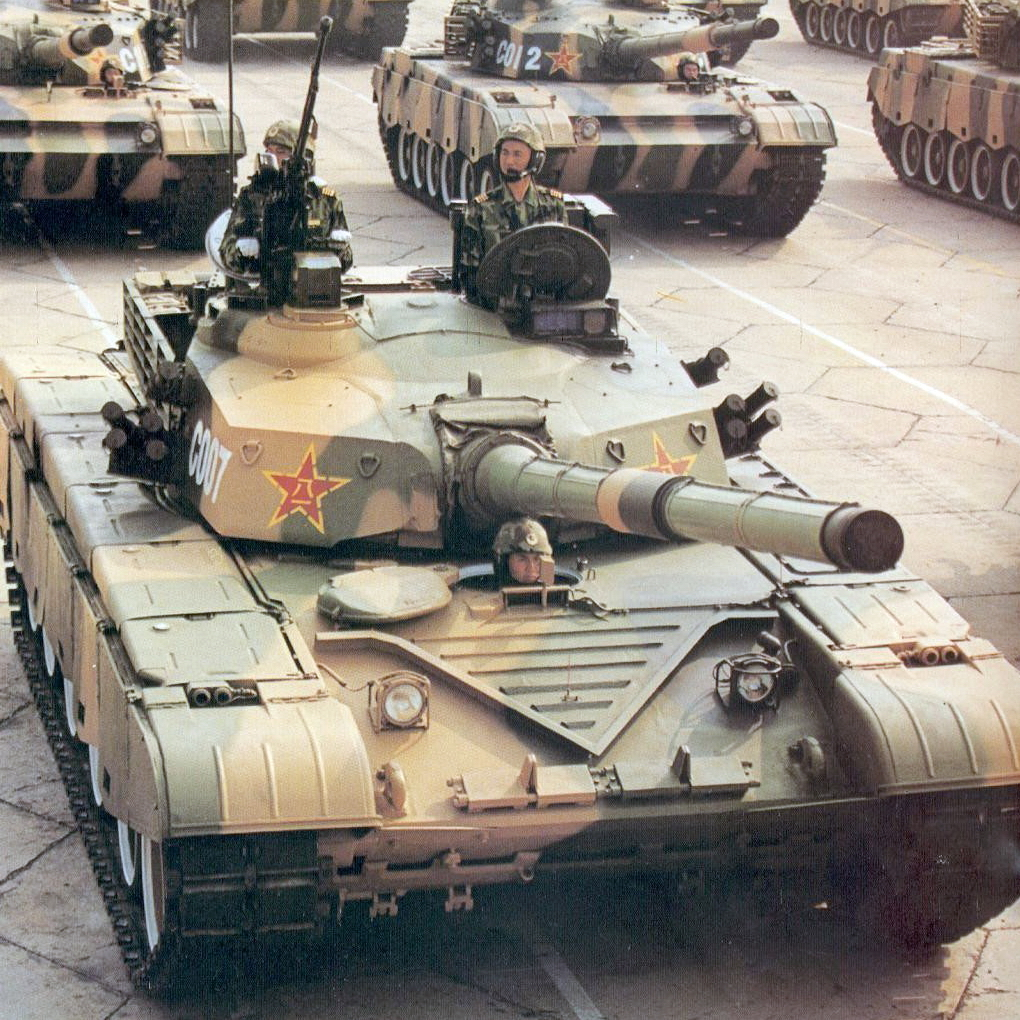
Tipo 98 (9910), de 1999.

El gobierno chino tomó la decisión de modernizar su fuerza de carros de combate, incorporando diferentes avances en su nueva generación de tanques de batalla, porque los más antiguos como el Tipo 90 se habían vuelto poco efectivos. El resultado tenía un chasis similar al de los T-72 o T-80.
Este prototipo es único entre los diseños usuales chinos. En vez de un autocargador tiene un cuarto tripulante, para cargar manualmente al estilo occidental.
Se diseñaron autocargadores tradicionales rusos para cargar separadamente componentes de la ojiva y el propulsor. La transmisión es manual en vez de automática, como en los nuevos tipo 90.
El cambio más obvio fue la instalación de un cargador automático que redujo la tripulación a tres. Está dotado con un motor diésel de 1.200 hp.

## Tipo 99

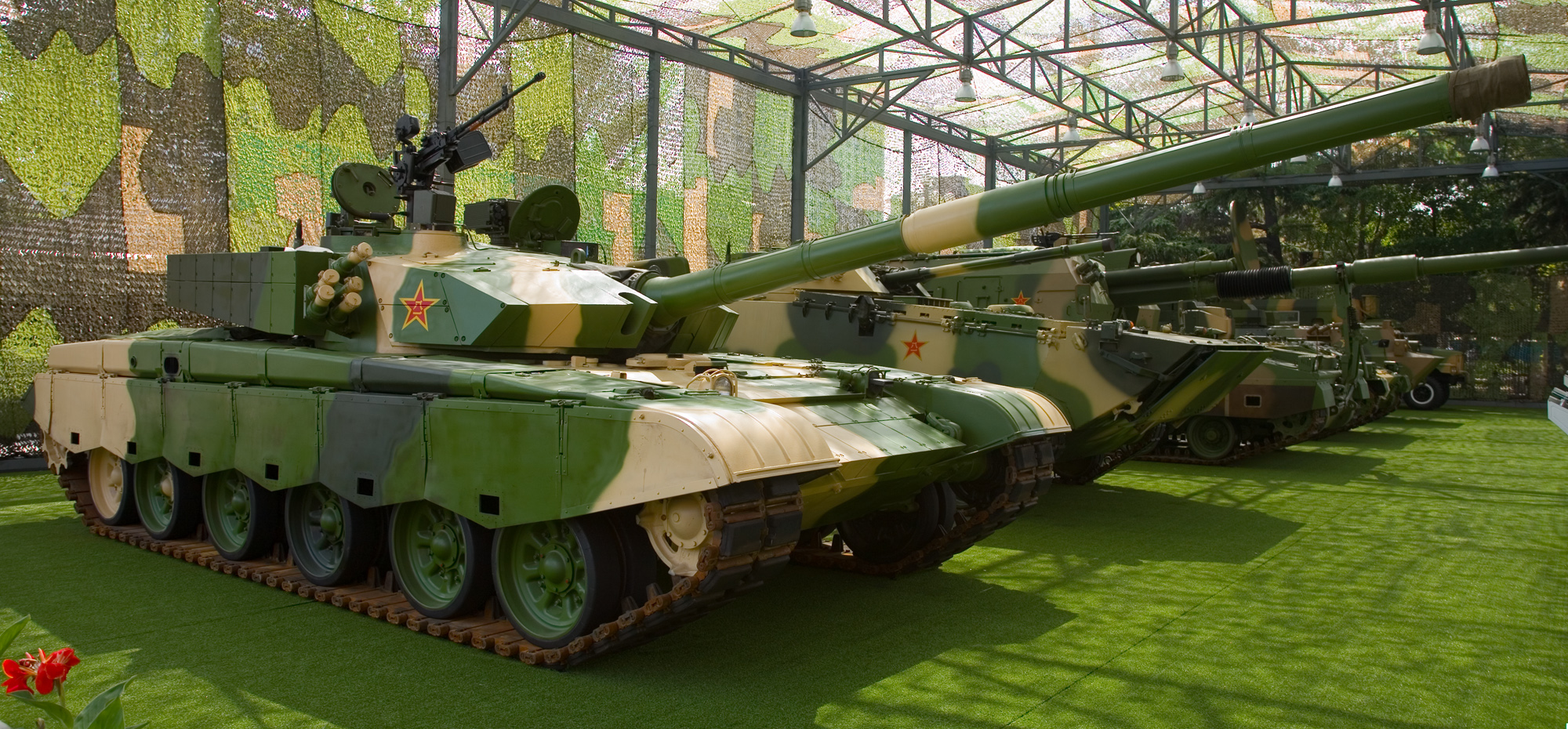
Tipo 99

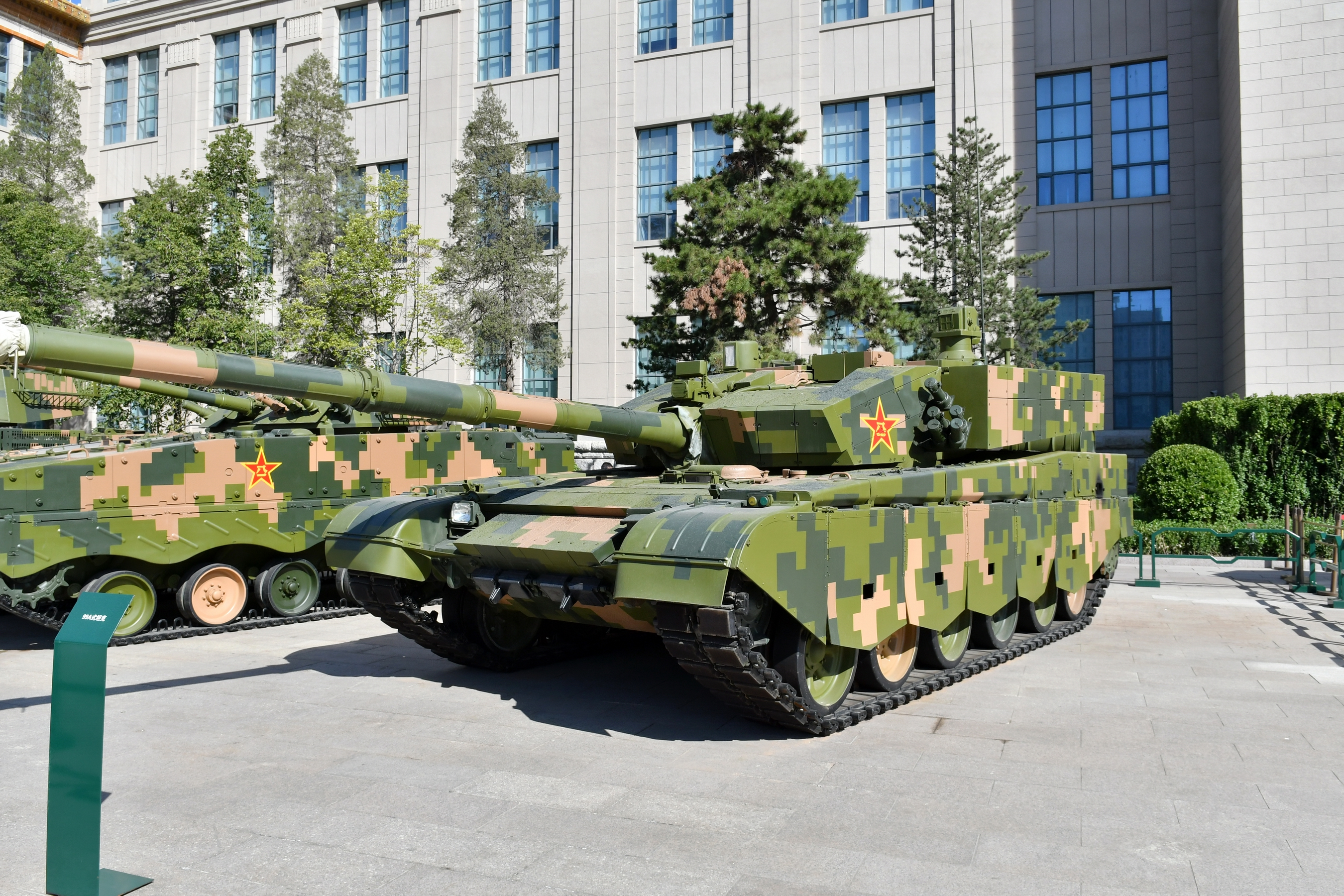
Tipo 99A

La última variante desarrollada, ahora en etapa de prueba, es el Tipo 99A2 con un motor diésel de 1.500-hp refrigerado por agua y con algunas partes rediseñadas.
Los primeros reportes sobre el Tipo 99 A2 han sido corroborados como verdaderos. Esta nueva versión no solo tiene más blindaje en la torreta sino que fueron rediseñadas las luces delanteras y de los espacios internos.
El sistema modular láser fue reemplazado por un sistema defensivo modular móvil. Informes no confirmados dicen que el arma principal sería de 140 mm y con capacidad para disparar munición de uranio empobrecido. También se instaló blindaje ERA en el frente y los costados de la torreta.

### Diseño
El desarrollo del nuevo carro de combate comenzó a principios de los 1990, durante la Guerra del Golfo. Los tanques occidentales destruyeron numerosos T-72 del Antiguo Ejército Iraquí, los cuales eran comparables con el tanque más avanzado en el arsenal chino en ese momento: el Tipo 96. Los mandos del Ejército Popular de Liberación reconocieron que sus carros de combate no podrían presentar batalla contra diseños como el Challenger 2 británico o el M1 Abrams estadounidense, e iniciaron un proyecto para construir uno nuevo, que eventualmente terminó en el Tipo 99.
El diseño fue fuertemente influenciado por el T-80 soviético y por el Leopard 2 alemán. Los cambios incluyen, entre otros, un blindaje inclinado en la torreta para aumentar la protección.
El compartimiento del conductor está en el frente, mientras que el del artillero está justo detrás de este y el motor está instalado en la parte trasera.
Para acomodar más equipos y munición, la torreta del Tipo 99 es ligeramente más larga que la del Tipo 90, lo que deja un hueco entre la torreta y el casco del frente. Esto puede ser una desventaja importante en batalla, ya que expone el anillo de la torreta al fuego enemigo.

### Armamento
El armamento incluye un cañón de ánima lisa de eje dual, totalmente estabilizado, calibre 125 mm/50 ZPT98, con un cargador automático, una manga termal y un extractor de humo. Este es un diseño más avanzado del cañón de 120 mm chino. El arma puede ser disparada por control electrónico o manual. El tubo puede ser reemplazado por otro en una hora. La recarga es mecánica y el tanque lleva 41 proyectiles dentro de la torreta y del chasis del vehículo. Puede disparar alrededor de 8 proyectiles por minuto usando el cargador automático y 1-2 proyectiles en modo manual.
La munición incluye el proyectil perforador de blindaje estabilizado por aletas con casquillo desechable sabot (APFSDS), HEAT y alto explosivo de fragmentación. China también dice usar misiles anticarro guiados por láser AT-11 de fabricación rusa. Los mismos se dispararían por el cañón principal y estarían destinados a destruir blindados enemigos equipados con blindaje reactivo, con un rango de efectividad de 4,5 km . Adicionalmente los chinos han desarrollado munición de uranio empobrecido para sus tanques y podrían estar disponibles para el Tipo 99.

### Blindaje
Actualmente la composición del blindaje del Tipo -99/ZTZ-99 es desconocida. Se han publicado fotos de blindajes experimentales chinos, específicamente el Al2O3, que ha sido probado. En las mismas no mostró ningún daño significativo tras haber recibido 7 disparos de un cañón de 125 mm (de un T-72) y 9 veces por un cañón de 105 mm a 1.800 m de distancia. El blindaje frontal equivale a 1000-1200mm de acero blindado. Aun así existen diferencias entre la protección de los actuales Tipo 99 y los primeros en ser producidos en 1999.

### Control de fuego y observación
La precisión de fuego es controlada por un telémetro láser, un sensor de viento, una computadora balística y la manga termal del tubo. Los estabilizadores de eje dual aseguran un fuego efectivo en movimiento.
El Tipo 99 también está equipado con un sistema de procesamiento de información a bordo, que puede recolectar datos del GPS del vehículo, sistemas de observación y sensores, procesarlos en la computadora y entregar la información al comandante, dándole la habilidad de comandar el carro en tiempo real y atacar blancos más allá de su línea de visión.

### Propulsión
El tanque está impulsado por un motor diésel, enfriado por agua, de 1.500 caballos de fuerza, copiado del MB871ka501 diésel alemán. Su peso de batalla es de 54 t, esto le da una proporción peso-potencia de 27,78. Su velocidad máxima en carretera es de 80 km/h y 65km/h en campo a través. Acelera de 0 a 32 km/h en solo 12 s. La transmisión le da 7 velocidades y una en reversa.

## Usuarios

### Actuales

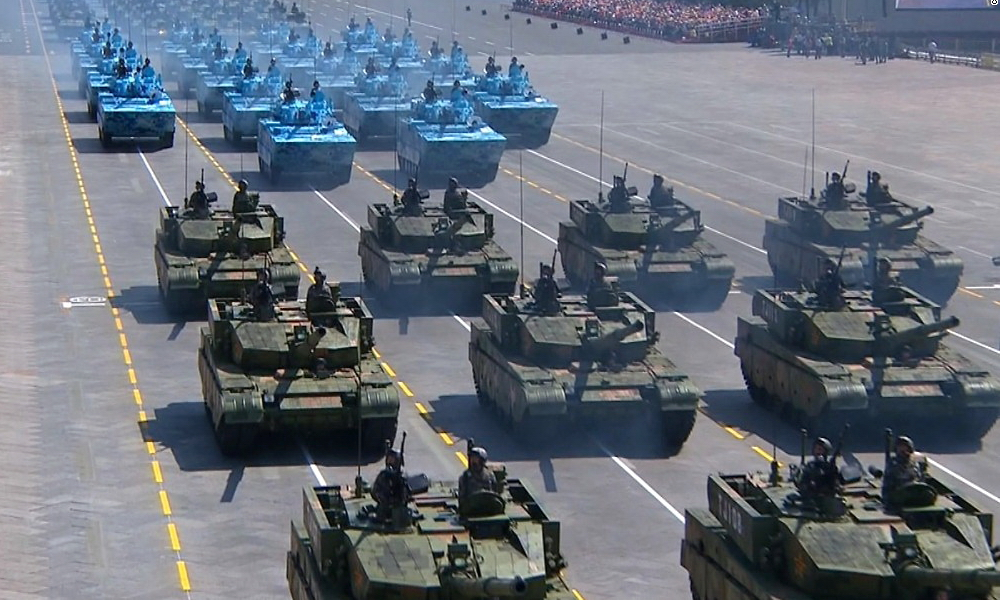
Varios tanques Tipo 99A en un desfile en 2015.

- China

Ejército Popular de Liberación, 1200 unidades.

### Desarrollos relacionados
Tipo 58 -
Tipo 59 -
Tipo 62 -
Tipo 69/79 -
Tipo 80/85/88 -
Tipo 90/96 -
Tipo 99 -
MBT 2000/Al-Khalid -
MBT-3000 -

### Vehículos similares
- T-72
- T-80UM2
- Tipo 98G

### Listas relacionadas
Anexo:Carros de combate principales por generación